# Целине (Сибињ)
Целине (рум. Țeline) насеље је у Румунији у округу Сибињ у општини Брадени. Oпштина се налази на надморској висини од 591 m.

## Становништво
Према подацима из 2002. године у насељу је живело 160 становника.

### Попис2002.
| Расподела становништва по националности 2002.‍ | Расподела становништва по националности 2002.‍ | Расподела становништва по националности 2002.‍ | Расподела становништва по националности 2002.‍ | Расподела становништва по националности 2002.‍ |
| --------------------------------------------- | --------------------------------------------- | --------------------------------------------- | --------------------------------------------- | --------------------------------------------- |
|                                               |                                               |                                               |                                               |                                               |
| Румуни                                        | Румуни                                        |                                               | 108                                           | 67,5%                                         |
| Мађари                                        | Мађари                                        |                                               | 7                                             | 4,4%                                          |
| Роми                                          | Роми                                          |                                               | 45                                            | 28,1%                                         |